# Nupserha nigrovittipennis
Nupserha nigrovittipennis là một loài bọ cánh cứng trong họ Cerambycidae.